# Amy Wong
Pour les articles homonymes, voir Wong.
Amy Wong est un personnage fictif de la série télévisée américaine de science-fiction Futurama. Elle travaille en tant que stagiaire pour le Dr. H. Farnsworth à Planet Express. Dans la version originale, le personnage est doublé par l'actrice américaine Lauren Tom, plus connue en France pour le rôle de Julie dans les saisons 1 et 2 et 3 de Friends.

## Biographie
Âgée d'approximativement 22 ans+10 ans, Amy est la fille de Leo et Inez Wong et l'héritière de l'empire financier que la famille Wong a établi sur Mars. Même si leur physique et leur patronyme évoquent plutôt une lointaine origine chinoise, les parents d'Amy ont bien des stéréotypes texans, tant dans l'habillement (chapeau stetson, chemises bariolées, bottes texanes) que pour le côté brasseur d'affaires sans scrupules ni préoccupations écologiques. Ses parents sont très riches et, enfant, elle a eu tout ce qu'elle désirait. Ils demandent fréquemment à leur fille de se marier et de leur donner des petits-enfants. Dans l'épisode La Tête sur l'épaule, quand Fry lui demande pourquoi elle s'habille toujours comme pour faire le ménage, elle lui explique que ses parents voudraient tellement qu'elle soit « une grande dame ». Dans le quatrième film, Into the Wild Green Yonder, on apprend qu'Amy a été une championne de mini-golf. 

Amy Wong est engagée à Planet Express l'express de toutes les planètes de FUTURAMA.

Amy est souvent représentée comme aimable, sympathique et pas très profonde. Elle s'habille généralement d'un survêtement rose, le rose  étant sa couleur préférée, pour se rebeller contre ses parents (cf. ci-dessus). Amy chante parfois en cantonais, un dialecte chinois. Quand elle s'énerve ou est contrariée, elle profère des insultes dans cette même langue. La jeune fille est également jalouse de Leela, car elle envie sa vivacité d'esprit et son intelligence. Malgré tout, au fur et à mesure des épisodes, elles deviendront plus complices. Plutôt mignonne, Amy mise sur son physique plutôt que sur ses capacités intellectuelles pour séduire ; par exemple, après avoir frôlé la mort dans un incendie, son seul commentaire est que « les flammes ont légèrement brulé ses cheveux et que c'est encore plus joli ». Elle a déjà utilisé la chirurgie esthétique pour se rendre « moins mignonne, là et là ». Amy est étudiante en stage à Planet Express pour le compte du Dr. Hubert Farnsworth. Ce dernier la garde car elle est du même groupe sanguin que lui, au cas où. Dans l'épisode Inspection mortelle, Amy affirme que c'est la débauche sexuelle qui lui permet de bien vivre en sachant qu'elle est mortelle.

## Vie sentimentale
Très coquette, elle a une brève aventure avec Fry, qui la quittera lorsque leurs têtes se retrouveront sur le même corps à la suite des sérieux dégâts reçus par le corps de Fry, ainsi qu'avec une entité d'énergie pure, mais son principal prétendant est Kif Kroker. Elle a même eu une brève aventure avec Zapp Brannigan alors que Kif avait perdu la vie au cours du deuxième film, puis avec Bender dans la sixième saison. 
Le lieutenant Kroker était aux commandes du Titanic juste avant que le bateau ne soit aspiré par un trou noir (en fait, c'est Zapp Brannigan qui l'avait mis là pour fuir). Les parents d'Amy ont pensé que sa promotion soudaine était une très bonne chose et l'ont immédiatement présenté comme un bon parti possible pour Amy, qui semblait réceptive à cette idée. Leur relation a d'abord mal commencé : après avoir sauvé Amy du Titanic, Kif, nerveux et timide, n'osait pas l'appeler pour fixer un rendez-vous et se contentait d'appeler dix fois par jour (pendant un an !), à un point tel qu'Amy pensait être victime d'un pervers. Zapp Brannigan a involontairement arrangé les choses en négociant pour lui et son second un demi rendez-vous avec Leela et Amy. Kif a failli tout gâcher en suivant les mauvais conseils de son supérieur, mais son amour sincère pour elle a ému Amy. Cependant, quand cette dernière a parlé de Kif à ses parents, ces derniers l'avaient apparemment oublié… pour la plus grande joie d'Amy, qui a déclaré à Kif que si ses parents l'aimaient, elle ne l'aimerait pas.